# Citroën Ami (2020)
Citroën Ami este un cvadriciclu electric de doi pasageri comercializat de producătorul francez de automobile Citroën, produs din 2020 și vândut din iunie 2020. Vehiculul a fost dezvoltat de compania Capgemini.
A fost anunțat în 2019 ca conceptul Ami One. Este numit după primul Citroën Ami, care a fost comercializat între 1961 și 1978.
Citroën a lansat în iulie 2022 ediția limitată My Ami Buggy, inspirată de conceptul cu același nume, și disponibilă inițial în doar 50 de unități, dar din cauza cererii mari, producția a fost completată cu încă 1000 de unități pentru anul 2023.